# Romunska manliherica M.93
Romunska manliherica (tudi manliherica M.93 ali Mannlicher M1893) je puška repetirka, ki sta jo razvila Avstrijca Otto Schönauer in Ferdinand Mannlicher. Temelji na zaklepu nemške puške Gewehr 88.

## Razvoj
Romunska vojska je okoli leta 1890 začela razmišljati o zamenjavi svoje zastarele 11-mm enostrelne zadnjače Peabody-Martini-Henry M1879. Iskala je novo puško repetirko, ki bi uporabljala naboj manjšega kalibra, polnjen z brezdimnim smodnikom. Med drugim se je obrnila na svojega zadnjega dobavitelja pušk, avstrijsko orožarsko podjetje v Steyrju. Tam je Otto Schönauer s pomočjo Ferdinanda Mannlicherja predeloval mehanizem nemške puške Gewehr 1888. Romunskim oblastem je bil njihov izdelek všeč, zato so naročili 5000 testnih primerkov modela 1892. Na tem modelu so odkrili nekaj napak, zato so po zahtevanih popravkih kot sta ojačanje nabojnika in dodatek kljukice za zlaganje pušk v piramido uvedli model 1893. Od leta 1894 so se proizvajale tudi karabinke..
Do leta 1912 je bilo Romuniji dostavljenih 352.154 pušk in 60.937 karabink.

## Opis
Romunska manliherica ima izbočen fiksen nabojnik v katerega je možno vstaviti 5 nabojev z uporabo simetričnega okvirčka. Puška se repetira z uporabo vrtljivega valjastega zaklepa.
Romunski naboj 6,5×53 R Mannlicher je na videz podoben italijanskemu 6,5×52 Carcano, le da ima izbočen rob. Poleg videza imata naboja tudi podobne balistične lastnosti.

## Različice
- Puška Md. 1892 - različica, ki sta jo testirali Romunija[3] in Nizozemska.
- Puška Md. 1893 - različica Md. 1892, ki so jo izboljšali na podlagi romunskih želj, med drugim je bil ojačan spodnji del nabojnika. Ta različica je od vseh najpogostejša, saj so jih izdelali preko 350.000.
- Karabinka Md. 1893 - krajša različica puške M1893. Nima nastavka za bajonet in ima ukrivljeno ročico zaklepa. Izdelali so jih več kot 60.000.
- Kratka puška M1896 - različica za Portugalsko, ki ima cev krajšo od romunske puške in daljšo od karabinke. Ta različica se imenuje tudi portugalska manliherica.
- Puška M1904 - različica puške M1892, namenjena izvozu. Uporabljala je naboj 8×57 I  (M88) z zaobljeno kroglo (kot Gewehr 88).

- Avstrijska predelava M93 - predelava romunske puške Md. 1893 na standardni avstro-ogrski naboj 8×50 R Mannlicher. Za polnjenje se je uporabljal enak okvirček kot za manliherico M95.[3]

Različico (M1895), ki se po določenih lastnostih precej razlikuje od romunske puške je uporabljala tudi Nizozemska med letoma 1895 in 1945. Ta je imenovana nizozemska manliherica.

### Tabela lastnosti
|                          | Naboj        | Dolžina [cm] | Dolžina cevi [cm] | Masa [kg] | Nasadek za bajonet | Razpon merkov    | Vir   |
| ------------------------ | ------------ | ------------ | ----------------- | --------- | ------------------ | ---------------- | ----- |
| Puška Md.1893            | 6,5×53 R     | 123          | 73                | 3,8       | Da                 | 300-2100 metrov  | [ 4 ] |
| Karabinka Md.1893        | 6,5×53 R     | 97,8         | 45                | 3,29      | Ne                 | ?                | [ 2 ] |
| Kratka puška M1896       | 6,5×53 R     | ?            | 58,4              | ?         | Da                 | ?                | [ 5 ] |
| Puška M1904              | 8×57 I (M88) | 123          | 73                | 3,95      | Da                 | 250-2000 metrov  | [ 6 ] |
| Avstrijska predelava M93 | 8×50 R       | 123          | 73                | 3,8       | Da                 | 300-2600 korakov | [ 4 ] |

## Uporabnice
- Avstro-Ogrska:[3] Ob začetku prve svetovne vojne je del romunskega naročila ostal v tovarni v Steyerju. Že sestavljene puške je prevzela Avstro-ogrska vojska in jih pod nazivom 6.5mm M.93 Rumanisches Repetier Gewehr (6,5 mm M93 romunska repetirka) uvedla v svojo oborožitev. Puškam, ki takrat še niso bile popolnoma sestavljene so nekoliko kasneje privili cev kalibra 8 mm, nanje namestili merke podobne tistim za puško Mannlicher M1895 ter prav tako uvedli v svojo oborožitev pod nazivom 8mm M.93 Adaptiertes Rumanisches Repetier Gewehr (8 mm M93 predelana romunska repetirka). Dodatne puške kalibra 6,5 mm je Avstro-Ogrska zasegla kot vojni plen ob napadu na Romunijo 1916-1917.[2]
- Češkoslovaška: Leta 1939 je imela v rezervi 2.942 pušk M.93.[7]
- Kraljevina Portugalska: Za nakup 12.500 pušk in karabink se je odločila tudi Portugalska. Leta 1896 jih je nekaj naročila za svojo mornarico in konjenico, preostanek pa leta 1898 za artilerijo.[8] Imajo naziv M1896, na zaklepišču pa nosijo kratici "CI" kralja Carlosa I (Karel I. portugalski).
- Kraljevina Romunija[2] V Kraljevini Romuniji je bila ta puška osnovno pehotno orožje od leta 1893 do uvedbe češkoslovaške mavzerice vz. 24 leta 1938 in se je uporabljala med obema svetovnima vojnama.
- Kraljevina SHS[9]
- Tretji rajh[9]

- Makedonski revolucionarji: V boju za Makedonijo med letoma 1904 in 1908 so uporabljali karabinke Md. 1893.[9]

## Galerija
- Romunski vojak pozira z manliherico, njenim bajonetom in okvirjem nabojev
- Romunski konjeniški desetar pozira s svojo karabinko
- Portugalska konjenica z manlihericami M1896
- Grški bojevnik s karabinko M93 v Makedoniji
- Avstroogrski vojak z romunsko manliherico na opazovalni točki na Sabotinu
- Moderna portugalska vojaška parada